# 影狩り (映画)
『影狩り』（かげがり）は、1972年6月10日に公開された日本映画。『週刊ポスト』に連載されていたさいとう・たかをの劇画『影狩り』を舛田利雄が映画化した、アクション時代劇映画。

## 概要
原作者のさいとうは映像化にあたり、誰が室戸十兵衛に適しているか考えていたが、ある日、病み上がりの石原裕次郎の姿を見て、男の哀愁のようなものを感じ、暗い過去を持つ十兵衛の悲しみや哀愁を表現出来るのは石原しかいないと思った。自ら石原のもとを赴くと、原作を読んでいた石原はすぐに出演を承諾したという。
月光役には丹波哲郎が予定され、既に丹波も同席してマスコミに向けた製作発表も行われたが、丹波はスケジュールを空けられなくなり、成田が演じることになった。また、田沼意次役で出演するはずであった石原慎太郎は、政治活動が多忙になり出演できないことになり、出番の少ない田沼役ならば出演可能ということで、丹波が田沼を演じることになった。さいとうは石原、内田、成田という3人のキャスティングがとても良かったと後に話した。
元々、石原も乗り気であり、続編の製作も視野に入れられていたが、特に男性の観客から受けがよく、興行成績も良かったため続編の製作がすぐに決定した。

## あらすじ
財政難もあり徳川幕府権力が衰えたことから、老中田沼意次は外様大名などを改易し幕府の財政を潤すべく、影と恐れられる隠密を送った。一方で、かつて影により改易に追い込まれた藩の浪人である室戸十兵衛、日光、月光の3人の男たちは諸藩に金で雇われ、影の抹殺を請け負う「影狩り」になり田沼の隠密と各地で死闘を懲り広げていた。田沼の次のターゲットは、金山開発に力を注いでいる貧しい出石藩であった。そこで出石藩は影狩りを雇う。

## 配役
- 室戸十兵衛：石原裕次郎
- 千登世：浅丘ルリ子
- 牧野図書：辰巳柳太郎
- 田沼意次：丹波哲郎
- 日光：内田良平
- 小雪：本田みちこ
- 月光：成田三樹夫
- 高坂蔵人：江原真二郎
- 庄司助十郎：玉川伊佐男
- 陣馬仙十郎：草薙幸二郎
- 源心：深江章喜
- 小六：苅谷俊介
- 十内：武藤章生
- 当麻：久野四郎
- 御厨一角：晴海勇三

## スタッフ
- 監督：舛田利雄
- 脚本：池上金男
- 製作：石原裕次郎、奥田喜久丸、小林正彦
- 撮影：金宇満司
- 美術：小林正義
- 照明：藤林甲
- 録音：佐藤泰博
- 編集：渡辺士郎
- 音楽：広瀬健次郎
- チーフ助監督 : 市毛克己
- 殺陣：久世龍
- スチール : 岩井隆志
- 衣装デザイン : 柳生悦子
- 演技事務 : 大門実、荒井岩衛
- 車両 : 関町進、竹内覚
- 現像：東京現像所
- 制作：東宝株式会社、石原プロモーション
- 主題歌 : 「影狩り」: 石原裕次郎

## 評価
観客の受けが良かった一方で、あらすじが東映製作の『忍者狩り』に類似していたという指摘もあった、若山富三郎は、こんな作品は時代劇ではないと評していた。また、裕次郎の殺陣が冴えないと評価された。一方、成田の演技は高く評価されている。

## その他
この映画の撮影現場に、後に『太陽にほえろ!』を製作するプロデューサーらが訪れ、石原と直接出演交渉、監督を務めた舛田は石原に「石原プロは経済的にも厳しいのだから、それを考えて出演してみてはどうか」と『太陽にほえろ!』への出演を勧めたという。

## 併映作品
- 『無宿人御子神の丈吉 牙は引き裂いた』: 池広一夫監督作品